# Ladybaby
Ladybaby es un grupo musical japonés de kawaii metal, el que originalmente estaba formado por los aspirantes a modelos fotográficos Rie Kaneko (el único miembro que formó parte de la banda de principio a fin), Rei Kuromiya y Ladybeard, el personaje de travesti barbudo del luchador profesional masculino australiano Richard Magarey. El 1 de agosto de 2016, después de la salida de Ladybeard, la agrupación cambió su nombre a The Idol Formerly Known as Ladybaby, hasta que retomaron el nombre original de Ladybaby en el 2018.

## Historia
El luchador Richard Magarey, originario de Adelaida, se mudó a China en 2006 para comenzar su carrera como doble de artes marciales en el cine, luego se convirtió en un éxito en Hong Kong como peleador de lucha libre  profesional, y en octubre de 2013 se mudó a Tokio, Japón, para intentar una carrera similar allí. Más tarde formó la banda con las cantantes Rie Kaneko y Rei Kuromiya, y lanzó su primer sencillo y video musical titulado «Nippon Manju», la cual es una canción que describe todas las cosas que aman de Japón. Lanzado en julio de 2015, el video musical se volvió viral en YouTube, en un momento reunió un millón de visitas en dos días. Ladybeard ha denominado a la banda como «kawaiicore».
Su segundo sencillo, lanzado en Japón el 13 de enero de 2016, debutó en el número 15 en las listas diarias de Oricon.
El 1 de agosto de 2016, el grupo cambió de marca después de que Ladybeard se fue, cambiando el nombre del grupo a «The Idol Formerly Known as Ladybaby». Las miembros restantes tuvieron un concierto en vivo el 16 de septiembre de 2016 bajo la nueva marca. En 2017 firmaron con JPU Records para lanzar el nuevo sencillo «Pelo» en Europa. Lanzaron otro sencillo, «Pinky! Pinky!» más adelante en ese año. El 17 de noviembre de 2017 Rei Kuromiya abandonó el grupo, citando la desilusión con el cultivo de ídolos y los problemas de garganta causados por la extensa agenda de giras. Esto llevó al final del tiempo de la banda como «The Idol Formerly Known as Ladybaby».
En enero de 2018, el grupo anunció un álbum recopilatorio conmemorativo titulado Beside U, que se lanzó en Japón el 7 de marzo de 2018. En febrero de ese año, se conformó una nueva alineación con Rie Kaneko uniéndose a las nuevos miembros Nana Ikeda, Emily Arima y Fuka Karasawa, anunciando posteriormente una gira por la primavera de 2018 en un regreso al  nombre original de Ladybaby. Lanzaron un video musical para su sencillo de regreso «Hoshi no Nai Sora» ("ホ シ ノ ナ イ ソ ラ") el 10 de mayo de 2018, y el sencillo se lanzó oficialmente el 30 de mayo. Se confirmó que Ladybeard volvería al grupo para aparecer en uno de los lados B para el sencillo. El 29 de octubre de 2019, se anunció que Ladybaby suspendería todas las actividades el 13 de enero de 2020, después de su show final, con una compilación titulada Reburn lanzada el mismo día.

## Miembros
Desde que Ladybaby se convirtió en un grupo de cuatro miembros, cada uno de ellos ha llegado a tener un rol específico dentro de la banda.
Miembros actuales, 4ta generación:
- Ei Tsukimachi[19] (月街えい) - (2023-presente)
- Sena Kurusaki[20] (來崎せな) - (2023-presente)
- Mia Kanrei[21] (神黎ミア) - (2023-presente)
- Rem Serizawa[22] (芹沢レム) - (2023-presente)

### The CHAOS
The CHAOS es la banda de apoyo que acompaña a Ladybaby en los espectáculos en vivo y en el video musical de «Haten ni Raimei».
- Hayato Mitsuhashi (三橋隼人) - guitarra
- Wu-chy - bajo
- HAJIMETAL - teclados
- YOUTH-K !!! - batería

## Miembros anteriores
- Ladybeard (レディビアード) - voz, guturales (2015-2016)
- Rei Kuromiya (黒宮れい) - voz (2015-2017)
- Rie Kaneko (金子理江) - voz (2015–2020), coreografía, dirección (2018–2020)
- Nana Ikeda (池田菜々) - voz, rap, diseño de vestuario (2018–2020)
- Emily Arima (有馬えみり) - voz, screaming, letra (2018–2020)
- Fuka Karasawa (唐沢風花) - voz (2018–2020)

LADYBABY ✕ HEROINES
- Sakura Tsubaki[23][24] (椿 さくら) - voz, screaming (2023-2024)

## Discografía

### Sencillos
| N.º | Título | Fecha de lanzamiento (Fecha de subida a YouTube)                                    |
| --- | --- | ----------------------------------------------------------------------------------- |
| 1   | «Nippon Manju» (ニッポン饅頭? "Japan Manju")                                                                              | 29 de julio de 2015 (4 de julio de 2015)                                            |
| 2   | «Age-Age Money ~Ochingin Dai Sakusen~ » (アゲアゲマネー ～おちんぎん大作戦～? "Age Age Money - Ochin - sen Daisakusen ~") | 13 de enero de 2016 (12 de diciembre de 2015)                                       |
| 3   | «Renge Chance!» (蓮華チャンス！? "Spoon chance!")                                                                         | 13 de abril de 2016 (14 de marzo de 2016)                                           |
| 4   | «Sanpai! Gosyuin Girl» (参拝!御朱印girl☆ ? "Worship! Gosyuin Girl☆") (The Idol Formerly Known As LADYBABY)                | 30 de noviembre de 2016 (9 de noviembre de 2016 versión corta)                      |
| 5   | «Pelo» (The Idol Formerly Known As LADYBABY)                                                                              | 12 de abril de 2017 (3 de marzo de 2017 22 de marzo de 2017 17 de abril de 2017)    |
| 6   | «Pinky! Pinky!» (The Idol Formerly Known As LADYBABY)                                                                     | 27 de septiembre de 2017 (8 de septiembre de 2017)                                  |
|     | «Shibuya Crossing» (渋谷 CROSSING?)                                                                                       | 10 de octubre de 2017                                                               |
| 7   | «Hoshi no Nai Sora» (ホシノナイソラ?) "Biribiri Money feat.Ladybeard" (ビリビリマネー feat.Ladybeard)}}                   | 30 de mayo de 2018 (10 de mayo de 2018 8 de junio de 2018 18 de septiembre de 2018) |
|     | «Damedame Tono» (ダメダメ殿?)                                                                                             | 10 de octubre de 2018                                                               |
|     | «Riot Anthem» | 8 de marzo de 2019 (6 de marzo de 2019)                                             |
| 8   | «Haten ni Raimei» (破天ニ雷鳴?)                                                                                           | 28 de mayo de 2019 (19 de abril de 2019)                                            |

### Sencillos promocionales
| Año  | Título                                              | Fecha de lanzamiento (Fecha de subida a YouTube) |
| ---- | --------------------------------------------------- | ------------------------------------------------ |
| 2016 | «Shōnen Yūsha-dan» (少年勇者団? "Boys brave party") | 23 de junio de 2016                              |

### Álbumes musicales
| Título                                               | Detalles | Peak chart positions | Peak chart positions | Ventas |
| Título                                               | Detalles | JPN                  | US World             | Ventas |
| ---------------------------------------------------- | --- | -------------------- | -------------------- | ------ |
| ONE YEAR BEST ～2015-2016～                          | - Lanzamiento: 14 de septiembre de 2016 (JPN) - Casa discográfica: CLEARSTONE RECORDS - Formatos: CD, descarga digital | —                    | —                    | - JPN: |
| Beside U                                             | - Lanzamiento: 7 de marzo de 2018 (JPN) - Casa discográfica: KING RECORDS - Formatos: CD, descarga digital             | 49                   | —                    | - JPN: |
| Reburn                                               | - Lanzamiento: 13 de enero de 2020 (JPN) - Casa discográfica: Raimei RECORDS - Formatos: CD, descarga digital          | —                    | —                    | - JPN: |
| The LAST LIVE at LIQUID ROM, Tokyo-January 13, 2020- | - Lanzamiento: 30 de noviembre de 2020 (JPN) - Casa discográfica: CLEARSTORE RECORDS - Formatos: CD, descarga digital  | —                    | —                    | - JPN: |

### Videos
| Título | Detalles                                                                                              | Peak chart positions | Peak chart positions | Ventas |
| Título | Detalles                                                                                              | JPN DVD              | JPN Blu-ray          | Ventas |
| --- | --- | -------------------- | -------------------- | ------ |
| First Japan Oneman Live ～ Sekai no Rule wo Kaechao ～ (ファースト JAPAN ワンマンライブ ～世界のルールを変えちゃおう～ ? First JAPAN One Man Live ~ Let's change the rules of the world ~) | - Lanzamiento: 14 de septiembre de 2016 (JPN) - Casa discográfica: CLEARSTONE RECORDS - Formatos: DVD | —                    | —                    |        |
| Tōmei meshi TOUR2019 FINAL in SHIBUYA CLUB QUATTRO (透明飯TOUR2019 FINAL in SHIBUYA CLUB QUATTRO ? Transparent rice TOUR2019 FINAL in SHIBUYA CLUB QUATTRO)                                | - Lanzamiento: 31 de agosto de 2019 (JPN) - Casa discográfica: CLEARSTONE RECORDS - Formatos: DVD     | —                    | —                    |        |

### Videoclips
| Título                                              | Director(es)      | Álbum musical               | Año  | Ref.   |
| --------------------------------------------------- | ----------------- | --------------------------- | ---- | ------ |
| «Nippon manju»                                      | Ryo Shimoda       | One Year Best ～2015-2016～ | 2015 | [ 31 ] |
| «Age-Age Money»                                     |                   | One Year Best ～2015-2016～ | 2015 | [ 32 ] |
| «LADYBABY "OVERTURE OVERSEA" ～MEMORIES of 2015 ～» |                   | One Year Best ～2015-2016～ | 2015 | [ 33 ] |
| «Renge Chance!»                                     | BOZO&YGQ          | One Year Best ～2015-2016～ | 2016 | [ 34 ] |
| «C'est si bon Kibun»                                | Azuma Kanae       | One Year Best ～2015-2016～ | 2016 | [ 35 ] |
| «Sanpai！Gosyuin girl» (Short Ver.)                 | Takuya Tada       | Beside U                    | 2016 | [ 36 ] |
| «Easter Bunny»                                      | IGGY COEN         | Beside U                    | 2017 | [ 37 ] |
| «Pelo»                                              | Atsushi Tani      | Beside U                    | 2017 | [ 38 ] |
| «LADY BABY BLUE»                                    | Rie Kaneko        | Beside U                    | 2017 | [ 39 ] |
| «Pinky! Pinky!»                                     | Pink janakute mo  | Beside U                    | 2017 | [ 40 ] |
| «Starless_Sky»                                      | Mami Yamabe       | Reburn                      | 2018 | [ 41 ] |
| «Biri Biri Money» (feat. Ladybeard)                 | Ryuichi Takashiba | Hoshi no Nai Sora           | 2018 | [ 42 ] |
| «Bite me»                                           | Rie Kaneko        | Reburn                      | 2018 | [ 43 ] |
| «Damedame tono»                                     | Sari Kodaka       | Reburn                      | 2018 | [ 44 ] |
| «LADYBABY ～Memories of 2018 ～ "God's Not"»        | Naoto Wakamatsu   | Reburn                      | 2018 | [ 45 ] |
| «Riot Anthem»                                       | Rie Kaneko        | Reburn                      | 2019 | [ 46 ] |
| «Haten ni Raimei»                                   | Sari Kodaka       | Reburn                      | 2019 | [ 47 ] |
| «Endless end Hello»                                 | Sari Kodaka       | Reburn                      | 2019 | [ 48 ] |
| «Misogi island»                                     | Sari Kodaka       | Reburn                      | 2020 | [ 49 ] |
| «Gotcha NIPPON!»                                    | Shishikaba        | Gotcha にっぽん！           | 2023 | [ 50 ] |